# BeppoSAX

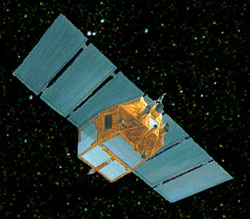

BeppoSAX는 이탈리아와 네덜란드가 합작으로 만든 엑스선천문학 인공위성이다. 감마선폭발의 기원을 연구하는 데 결정적 역할을 했다. 0.1 - 300 킬로전자볼트의 에너지를 비교적 넒은 영역에 대하여 당시로서 꽤 괜찮은 분해능으로 촬영할 수 있었다. BeppoSAX는 이탈리아 우주국(ASI)과 네덜란드 항공우주계획국(NIVR)의 주요 사업 중 하나였다.
BeppoSAX 의 이름은 이탈리아의 물리학자 베포 오키알리니에서 따온 것이고 SAX란 "엑스선천문학 인공위성"의 줄임말이다.
1996년 4월 30일 아틀라스 센타우르 로켓에 실려 발사되어 지구 저궤도상에서 2002년 4월 30일까지 정상 작동하였다. 그 이후로는 급격히 궤도가 감쇠되기 시작하여 2003년 4월 29일 태평양에 추락함으로써 소멸했다.